# Xian de Longjiang
Le xian de Longjiang (龙江县 ; pinyin : Lóngjiāng Xiàn) est un district administratif de la province du Heilongjiang en Chine. Il est placé sous la juridiction de la ville-préfecture de Qiqihar.

## Démographie
La population du district était de 581 665 habitants en 1999.